# V Wars
V Wars (alternativt skrivet V-Wars) är en amerikansk science fiction-skräckserie baserad på en antologiserie och serietidning med samma namn, skriven av Jonathan Maberry. Seriens huvudroller spelas av Ian Somerhalder, Adrian Holmes, Jacky Lai, Kyle Breitkopf, Peter Outerbridge, Kimberly-Sue Murray och Sydney Meyer. Den hade premiär på Netflix den 5 december 2019. I mars 2020 valde man dock att avbryta hela serien, efter bara en säsong.

## Synopsis
V Wars följer berättelsen om läkaren och vetenskapsmannen Dr. Luther Swann, samt hans bästa vän Michael Fayne, när de står inför den framväxande krisen av ett dödligt utbrott som splittrar samhället i motsatta fraktioner, vilket potentiellt eskalerar till ett framtida krig mellan människor och vampyrer. Utbrottet orsakas av ett urgammalt biologiskt smittämne, en prion, som förvandlar människor till vampyrer, och som frigörs från isen genom klimatförändringar.
I konflikten motarbetas vampyrfraktionen, kallad Blood, av regeringselementen, däribland Calix Niklos (Peter Outerbridge), som gör upp planer med anti-blodsenatorn Smythe (Ted Atherton).

## Rollista och karaktärer

### Huvudensemble
| Ian Somerhalder     | – Dr. Luther Swann    |
| Adrian Holmes       | – Michael Fayne       |
| Laura Vandervoort   | – Mila Dubov          |
| Kimberly-Sue Murray | – Danika Dubov        |
| Sydney Meyer        | – Ava O'Malley        |
| Michael Greyeyes    | – Jimmy Saint         |
| Jacky Lai           | – Kaylee Vo           |
| Kyle Breitkopf      | – Desmond "Dez" Swann |
| Peter Outerbridge   | – Calix Niklos        |
| Kandyse McClure     | – Claire O'Hagan      |

### Återkommande ensemble
| Emmanuel Kabongo    | – Jack Fields              |
| Jessica Harmon      | – Jess Swann               |
| Greg Bryk           | – Bobby                    |
| Teddy Moynihan      | – Jergen Weber             |
| Ted Atherton        | – Elegabulus               |
| Jonathan Higgins    | – General Aldous May       |
| Samantha Liana Cole | – Theresa                  |
| Laura de Carteret   | – Senator Sasha Giroux     |
| Bo Martyn           | – Detektiv Elysse Chambers |
| Nikki Reed          | – Rachel Swann             |